# Azerbajdžanska Demokratska Republika
Azerbajdžanska Demokratska Republika (azer. Azərbaycan Demokratik Respublikası, skraćeno: ADR) ili Azerbajdžanska Narodna Republika (azer. Azərbaycan Xalq Cümhuriyyəti) bio je službeni naziv azerske države između 1918. i 1920. godine. Bila je treća po redu demokratska turkijska država i prva demokratska republika islamskog svijeta.
Utvrđene granice su bile s Rusijom na sjeveru, Demokratskom Republikom Gruzijom na sjeverozapadu, prvom armenskom republikom na zapadu, i Iranom na jugu. Imala je blizu 3 milijuna stanovnika.
Proglašena je 28. svibnja 1918. godine u gruzijskom Tbilisiju, a nestala je u svibnju 1920. godine, nakon invazije Crvene armije.

## Povijest

### Početci
Uspostavljena je 28. svibnja 1918. godine u Tbilisiju. Prvi glavni grad republike bio je Gäncä, budući da su do tada boljševičke-sovjetske snage zauzele Baku. Naziv Azerbajdžan, koji je iz političkih pobuda usvojila liberalna panislamistička i panturkijska stranka Müsavat, se do 1918. godine koristio primarno za Iranski Azerbajdžan. Neka od ostvarenja Azerbajdžanske Demokratske Republike bilo je davanje prava glasa ženama (kao jedna od prvih država na svijetu i prva većinsko muslimanska država) i osnivanje Državnog sveučilišta u Bakuu.

### Sukobi
Za vrijeme postojanja, država je bila u graničnom sporu s Demokratskom Republikom Gruzijom i Republikom Armenijom, druge dvije kratkotrajne nacionalne kavkaske države, koje su nastale u istom razdoblju. Sukobi među tri etničkih skupina (Armencima, Azerima i Gruzijcima) dovele su i do raspada Zakavkaške Demokratske Federativne Republike.

### Invazija i nestanak
Azerbajdžanska Demokratska Republika ukinuta je u svibnju 1920. godine, nakon sovjetske invazije. Njezina nasljednica je Azerbajdžanska Sovjetska Socijalistička Republika, koja je neko vrijeme bila dio kratkotrajne Zakavkaske Socijalističke Federativne Sovjetske Republike.

## Galerija
- Prva zastava Azerbajdžanske Demokratske Republike, 1918.
- Poštanska marka iz 1919. godine
- Zasjedanje u azerbajdžanskom parlamentu